# Telmen núr
Telmen núr je slané jezero jihozápadně od pohoří Bulnai v Mongolsku. Je největším jezerem ajmaku Zavchan. Je 26-30 km dlouhé a 16 km široké. Má rozlohu 194-198 km² a hloubku 5,5 m. Leží v nadmořské výšce 1789 m.

## Pobřeží
Vhodné místo k táboření se nachází na východním konci jezera přímo u vody. Vzduch u jezera připomíná moře. Jsou na něm tři ostrovy a mnoho migrujících ptáků.

## Přístup
Je přístupné z jihovýchodu 20 km z osady Telmen, která leží na hlavní cestě Uliastaj – Tosontsengel nebo ze západu 25 km od hlavní cesty Mörön – Uliastaj.